# Afronersia impicta
Afronersia impicta är en insektsart som beskrevs av Ronald Gordon Fennah 1957. Afronersia impicta ingår i släktet Afronersia och familjen Dictyopharidae. Inga underarter finns listade i Catalogue of Life.